# Vourinos
Der Vourinos (griechisch Βούρινος, auch Μπούρινος (m. sg.)) ist ein Gebirgszug in der griechischen Region Westmakedonien. Er erstreckt sich über ca. 30 km von Nordwest nach Südost. Seine höchste Erhebung, der Drisinikos (Ντρισινίκος), erreicht 1866 m.
Der Vourinos wird durch den Fluss Aliakmonas und seine Zuflüsse entwässert.
Während die Nordhänge und niedrigeren Regionen bewaldet sind, sind die Südhänge und höheren Regionen vor allem von Grasland bedeckt. Angrenzende Bergmassive sind Siniatsiko (Askio) im Norden und Kamvounia im Südosten.
Die nächsten Gemeinden sind Chromio im Osten, Paleokastro im Nordwesten und Pontini im Südwesten.
Größere Städte sind Grevena im Westen und Kozani im Nordosten. Der Aftokinitodromos 2 (Autobahn 2 oder Egnatia Odos) von Igoumenitsa über Ioannina, Kozani, Thessaloniki nach Alexandroupoli und die Ethniki Odos 20 (Nationalstraße 20) von Kozani über Konitsa nach Ioannina verlaufen entlang seiner nördlichen Grenzen.

## Geschichte
In der Geschichte spielte der Berg eine Rolle als einer von zwei Ausgangsorten des Griechisch-Mazedonischen Aufstands im Frühjahr 1878. Der Aufstand richtete sich gegen die Bestimmungen des Friedens von San Stefano und forderte den Anschluss des ottomanischen Mazedoniens an Griechenland.

## Wanderrouten
Ausgewiesene Wanderrouten führen in die Schlucht von Chantaka (Φαράγγι Χάντακας) bei Eani und von Chromio aus zum Drisinikos, dem höchsten Gipfel.